# 飛行群 (第4航空団)
第4航空団飛行群（だい4こうくうだんひこうぐん）は、松島基地に所在する第4航空団隷下の部隊である。

## 部隊編成
- 群本部
- 第11飛行隊
- 第21飛行隊

## 主要幹部
| 官職名              | 階級    | 氏名   | 補職発令日     | 前職                             |
| ------------------- | ------- | ------ | -------------- | -------------------------------- |
| 第4航空団飛行群司令 | 1等空佐 | 浜博志 | 2015年08月01日 | 第12飛行教育団航空学生教育群司令 |

| 代 | 氏名     | 在職期間                        | 前職                                                   | 後職                                                  |
| -- | -------- | ------------------------------- | ------------------------------------------------------ | ----------------------------------------------------- |
|    | 竹田五郎 | 1964年12月28日 - 1966年07月15日 | 第4航空団司令部防衛部長                                | 航空自衛隊幹部学校勤務                                |
|    |          | 0000年00月00日 - 0000年00月00日 |                                                        |                                                       |
|    | 伊黒忠義 | 0000年00月00日 - 1969年12月15日 |                                                        | 飛行教育集団司令部監察安全班長                        |
|    | 松井泰夫 | 0000年00月00日 - 1971年02月15日 |                                                        | 航空総隊司令部防衛部運用班長                          |
|    | 草間薫   | 0000年00月00日 - 1972年07月16日 |                                                        | 飛行教育集団司令部監察安全班長                        |
|    | 船越一郎 | 1972年07月17日 - 1973年08月22日 | 航空自衛隊幹部学校付                                   | 航空自衛隊幹部学校研究員                              |
|    | 木内幸雄 | 0000年00月00日 - 1975年03月16日 |                                                        | 中部航空方面隊司令部監察官                            |
|    | 佐藤久弥 | 0000年00月00日 - 1977年03月15日 |                                                        | 中部航空方面隊司令部監察官                            |
|    | 船橋契男 | 1977年03月16日 - 0000年00月00日 | 西部航空方面隊司令部勤務                               |                                                       |
|    | 岩村昭良 | 1978年05月02日 - 1979年10月15日 | 航空幕僚監部防衛部防衛課勤務                           | 航空自衛隊幹部学校勤務                                |
|    | 八木啓之 | 1979年10月16日 - 1981年03月15日 | 航空幕僚監部防衛部施設課 施設基準班長                  | 北部航空方面隊司令部監察官                            |
|    | 塩川儒廣 | 1981年03月16日 - 1983年09月15日 | 航空自衛隊幹部学校勤務                                 | 航空自衛隊幹部学校勤務                                |
|    | 霜田裕郷 | 1983年09月16日 - 1986年03月16日 | 航空幕僚監部人事教育部教育課 飛行教育班長              | 航空幕僚監部副監察官                                  |
|    | 澤啓介   | 1986年03月17日 - 1987年07月31日 | 第4航空団勤務                                          | 航空自衛隊幹部学校勤務                                |
|    | 重永照彦 | 0000年00月00日 - 1989年07月31日 |                                                        | 南西航空混成団司令部人事部長                          |
|    | 森本益夫 | 1989年08月01日 - 1991年07月31日 | 航空幕僚監部監理部総務課渉外班長                       | 飛行開発実験団飛行実験群司令                          |
|    | 野澤邦彦 | 1991年08月01日 - 1993年03月31日 | 航空幕僚監部監理部総務課渉外班長                       | 南西航空混成団司令部防衛部長                          |
|    | 橋爪俊輔 | 1993年04月01日 - 1994年11月30日 | 航空幕僚監部防衛部運用課 運用第1班長                   | 航空総隊司令部防衛部運用課長                          |
|    | 源外志明 | 1994年12月01日 - 1996年07月31日 | 航空幕僚監部人事教育部教育課 一般教育班長              | 航空幕僚監部防衛部運用課 特別航空輸送隊運用室長       |
|    | 田口千秋 | 1996年08月01日 - 1998年07月31日 | 西部航空方面隊司令部防衛部防衛課長                     | 航空警務隊副司令                                      |
|    | 下平幸二 | 1998年08月01日 - 2000年03月29日 | 航空幕僚監部防衛部防衛課防衛調整官                     | 航空幕僚監部防衛部防衛課長                            |
|    | 本村久郎 | 2000年03月30日 - 2002年07月31日 | 航空幕僚監部人事教育部人事計画課 養成班長              | 自衛隊宮崎地方連絡部長                                |
|    | 中島邦祐 | 2002年08月01日 - 2003年06月30日 | 情報本部勤務                                           | 航空幕僚監部防衛部運用課長                            |
|    | 谷井修平 | 2003年07月01日 - 0000年00月00日 | 情報本部勤務                                           |                                                       |
|    |          | 0000年00月00日 - 0000年00月00日 |                                                        |                                                       |
|    | 橋本進   | 0000年00月00日 - 2006年08月03日 |                                                        | 西部航空方面隊司令部防衛部長                          |
|    | 根石正敏 | 2006年08月04日 - 2007年12月02日 | 統合幕僚監部運用部運用第1課 総括班長                   | 北部航空方面隊司令部防衛部長                          |
|    | 山下隆康 | 2007年12月03日 - 2009年08月02日 | 航空幕僚監部運用支援・情報部 運用支援課勤務            | 統合幕僚監部運用部運用第2課 運用調整官                |
|    | 松尾洋介 | 2009年08月03日 - 2010年11月30日 | 航空幕僚監部運用支援・情報部 運用支援課部隊訓練第1班長 | 西部航空方面隊司令部防衛部長                          |
|    | 横山寛   | 2010年12月01日 - 2011年11月30日 | 西部航空方面隊司令部防衛部長                           | 第83航空隊副司令                                      |
|    | 辻正紀   | 2011年12月01日 - 2013年07月31日 | 航空幕僚監部人事教育部教育課 飛行教育班長              | 航空自衛隊幹部学校主任教官                            |
|    | 岩岡政治 | 2013年08月01日 - 2015年07月31日 | 航空幕僚監部人事教育部教育課 飛行教育班長              | 航空幕僚監部運用支援・情報部 運用支援課運用支援調整官 |
|    | 浜博志   | 2015年08月01日 -                | 第12飛行教育団航空学生教育群司令                       |                                                       |